# Hope Street
Hope Street è un album del gruppo punk rock Stiff Little Fingers, pubblicato il 23 marzo 1999 da Oxygen Records.

## Tracce
1. Bulletproof – 4:31 (Burns)
2. All I Need – 5:04 (Burns, Grantley)
3. Be Seeing You – 2:56 (Burns, Grantley)
4. You Can Get It  – 3:08
5. Half a Life Away – 4:07 (Burns, McCallum)
6. No Faith – 3:47 (Burns)
7. Tantalise – 3:18 (Burns)
8. Hope Street – 3:33 (Burns)
9. Last Train – 4:52
10. What Does It Take – 4:49  (Burns)
11. All the Rest – 3:16 (Burns, Grantley)
12. Honeyed Words  – 3:34  (Burns)
13. Suspect Device (live) – 2:30  (Ogilvie, Stiff Little Fingers)
14. Alternative Ulster (live) – 3:19  (Burns, Ogilvie)
15. Johnny Was (live) – 7:44  (Marley)
16. At the Edge (live) – 3:03  (Burns)
17. Fly the Flag (live) – 3:57  (Burns, Ogilvie)
18. Tin Soldiers (live) – 4:42 (Burns, Ogilvie)
19. Roots, Radicals, Rockers and Reggae (live) – 3:39  (Stiff Little Fingers)
20. Silver Lining (live) – 3:22  (Burns, Ogilvie)
21. Wasted Life (live) – 2:58   (Burns)
22. No Laughing Matter (live) – 3:02 (Burns)